# Golrokh Ebrahimi Iraee
Golrokh Ebrahimi Iraee oder Golrokh Iraee (persisch گلرخ ابراهیمی ایرایی; * 1980) ist eine iranische Schriftstellerin, Menschenrechtsaktivistin und politische Gefangene, die sich gegen die Praxis der Steinigung im Iran einsetzt.

## Leben
Im September 2014 durchsuchten Sicherheitskräfte die Wohnung von Iraee und ihrem Ehemann Arash Sadeghi in Teheran. Die Wachen nahmen Laptops, Notebooks und CDs mit. Sie fanden eine unveröffentlichte Geschichte, die Iraee über die Steinigung einer Frau geschrieben hatte. In der Geschichte sieht eine junge Frau den Film Die Steinigung von Soraya M., wird wütend und verbrennt ein Exemplar des Korans.
Iraee und ihr Ehemann wurden von Männern verhaftet, bei denen es sich vermutlich um Mitglieder der Revolutionsgarden handelte. Sie brachten Sadeghi in das Evin-Gefängnis. Sie brachten Iraee für drei Tage an einen geheimen Ort und dann in das Evin-Gefängnis. Dort wurde sie 17 Tage lang verhört, ihr wurden die Augen verbunden, und man drohte ihr mit dem Tod. Währenddessen musste sie mitanhören, wie die Wärter ihren Mann in der Nachbarzelle traten und würgten.
Iraee hatte zwei kurze Anhörungen. Bei der ersten Anhörung ging es um die politische Tätigkeit ihres Mannes. Sie durfte sich nicht äußern. Bei der zweiten Anhörung befand sie sich nach einer Operation im Krankenhaus, aber das Gericht wollte keine Einsicht in ihre Krankenakte nehmen. Ihr erster Anwalt wurde unter Druck gesetzt, den Fall fallen zu lassen, und ihrem zweiten Anwalt wurde verboten, sie zu vertreten.
Im Oktober 2016 riefen iranische Beamte Iraee an und forderten sie auf, sich ins Evin-Gefängnis zu begeben, um dort eine sechsjährige Freiheitsstrafe anzutreten. Iraee wurde wegen „Beleidigung islamischer Heiligtümer“ und „Verbreitung von Propaganda gegen das System“ verurteilt.
Iraee wurde am 3. Januar 2017 nach einem 71-tägigen Hungerstreik ihres Mannes und einem Protest auf Twitter, der internationale Aufmerksamkeit erregte, aus dem Gefängnis entlassen, wurde aber am 22. Januar 2017 wieder inhaftiert, nachdem ihr Mann seinen Hungerstreik beendet hatte.
Amnesty International forderte die iranische Regierung auf, Iraee freizulassen.
Iraee wurde im März 2018 vom Evin-Gefängnis in das Qarchak-Gefängnis in der Nähe von Waramin verlegt. Zu diesem Zeitpunkt waren Iraee und die Menschenrechtsaktivistin Atena Daemi in einem Quarantänebereich dieses Gefängnisses inhaftiert.
Im Dezember 2020 wurde Iraee in das Evin-Gefängnis verlegt. Sie war in Isolationshaft und ihr wurde das Recht verweigert, ihre Familie zu kontaktieren. Am 25. Januar 2021 wurde sie in das Amol-Gefängnis in Mazandaran verlegt. Am 9. Mai 2022 wurde sie unter Auflagen wie einem Reiseverbot aus dem Amol-Gefängnis entlassen.
Während der Mahsa-Amini-Proteste führte die iranische Regierung Massenverhaftungen durch. Iraee wurde am 26. September 2022 von Sicherheitskräften in ihrem Haus verhaftet und an einen unbekannten Ort gebracht. Seit November 2022 ist Iraee im Evin-Gefängnis inhaftiert. Im April wurde Iraee vom Islamischen Revolutionsgericht wegen ihrer Unterstützung der Proteste zu sechs Jahren Haft verurteilt und der Anklagepunkte "Versammlung und Absprache mit der Absicht, die Sicherheit des Landes zu stören" und "Propaganda gegen das Regime" für schuldig befunden. Neben der Haft wurden weitere Strafen, wie ein Verbot in Teheran zu leben, verhängt. Ein Berufungsgericht verkürzte die Haftstrafe auf fünf Jahre.